# Шилинь (станция метро)
«Шилинь» (англ. Shilin; кит. 士林) — станция линии Даньшуй Тайбэйского метрополитена. Станция открыта 28 марта 1997 года в составе первого участка линии Даньшуй. Расположена между станциями «Чжишань» и «Цзяньтань». Находится на территории района Шилинь в Тайбэе.

## Техническая характеристика
Станция «Шилинь» — эстакадная с островной платформой. На станции есть два выхода, оснащенные эскалаторами. В центре зала работает лифт для пожилых людей и инвалидов.  15 декабря 2015 года на станции были установлены автоматические платформенные ворота.

## Перспективы
В будущем у станции «Шилинь» должен появиться переход на Кольцевую линию, которая сейчас находится в стадии проектирования.

## Близлежащие достопримечательности
Недалеко от станции располагаются ночной рынок Шилинь, Тайбэйский музей астрономии и дворец Чан Кайши. Также от станции ходят автобусы до Музея Императорского Дворца, музея аборигенов Формозы и национального парка Янминшань.